# Isaac Asare
Isaac Asare (Kumasi, 1 september 1974) is een voormalig profvoetballer uit Ghana.
Asare is een kleine rechtsvoetige verdediger die begin jaren negentig samen met Yaw Preko en Nii Lamptey op zeer jeugdige leeftijd door RSC Anderlecht werden aangetrokken. Asare kon er zich echter nooit manifesteren en vertrok in 1997 naar het pas gedegradeerde Cercle Brugge. In zijn eerste seizoen werd hij uitgeroepen tot Cercle-speler van het jaar, het tweede seizoen was hij amper een schim van zichzelf en verloor hij zelfs zijn basisplaats.
Asare ging daarop naar Griekenland, maar brak ook daar geen potten. Keerde vervolgens terug, hield zijn conditie op peil en speelde een paar wedstrijden bij de Nederlandse amateurclub Volksvriend, tot de Belgische tweedeklasser Dessel Sport hem opviste. Ook hier kon hij zijn vroegere niveau niet terugvinden en zakte vervolgens af naar de lagere afdelingen. Hij verkreeg de Belgische nationaliteit in 2006.

## Olympische Spelen
Asare kwam uit voor Ghana tijdens de Olympische Spelen van 1992 in Barcelona. In de wedstrijd om het brons maakte hij de enige treffer en bezorgde zijn land daarmee de eerste Afrikaanse voetbalmedaille ooit. In totaal speelde hij 27 interlands voor Ghana, waarin hij één keer scoorde.

## Erelijst
- Brons U-17 WK Italië '91
- Brons Olympische Spelen Barcelona '92
- Zilver U-21 Africa Cup Senegal '92
- Zilver U-21 WK Australië '93
- 4 seizoenen in de Champions League
- 4x Kampioen van België
- UEFA Cup wedstrijden
- International: U-17,U-21,U-23